# Гранат, Адриан
Карл Вильгельм Адриан Гранат (англ. Carl Wilhelm Adrian Granat), род. 26 апреля 1991, Мальмё, Швеция) — шведский боксёр-профессионал, выступающий в тяжёлой весовой категории (англ. heavyweight, свыше 90,717 кг). Бывший чемпион по версии IBF International (2016—2017).
На март 2017 года, по рейтингу BoxRec занимал 23 позицию и являлся 2-м среди шведских боксёров (после Отто Уаллина) в тяжёлой весовой категории, а по рейтингам основных международных боксёрских организаций занимал 33-ю строчку рейтинга WBC — войдя в ТОП-30 лучших тяжеловесов всего мира.

## Профессиональная карьера
Профессиональную карьеру боксёра Гранат начал в ноябре 2013 года, победив техническим нокаутом во 2-м раунде поляка Патрика Коволла (2-9).
5 декабря 2015 года Адриан Гранат в 1-м раунде нокаутировал 40-летного опытного британца Майкла Спротта (42-25, 17 KO), исход боя решил точный правый удар в челюсть.
15 октября 2016 года Гранат победил техническим нокаутом в 6-м раунде перспективного немецкого боксёра Франца Рилла (13-1, 9 KO), отобрав у него титул чемпиона по версии IBF International.
18 марта 2017 года в первой же защите титула чемпиона по версии IBF International Гранат уступил нокаутом в 1-м раунде немецкому боксёру украинского происхождения Александру Димитренко. Сперва Димитренко отправил Граната в тяжёлый нокдаун. Адриан сумел подняться, но Димитренко набросился на соперника и отправил Граната в нокаут тем самым нанёс первое поражение шведу в профессиональной карьере.

## Таблица боёв
В таблице перечислены результаты всех поединков боксёров.
В каждой строке указан результат поединка. Дополнительно номер поединка обозначен цветом, который обозначает итог поединка. Расшифровка обозначений и цветов представлена в нижеследующей таблице.
| Пример | Расшифровка                     |
| ------ | ------------------------------- |
|        | Победа                          |
|        | Ничья                           |
|        | Поражение                       |
|        | Планируемый поединок            |
|        | Поединок признан несостоявшимся |
| КО     | Нокаут                          |
| ТКО    | Технический нокаут              |
| PTS    | Решение судей (по очкам)        |
| UD     | Единогласное решение судей      |
| MD     | Решение большинства судей       |
| SD     | Раздельное решение судей        |
| RTD    | Отказ от продолжения боя        |
| DQ     | Дисквалификация                 |
| NC     | Поединок признан несостоявшимся |

| Результат | Дата            | Соперник                    | Место боя          | Тип   | Раунд, Время | Комментарии |
| --------- | --------------- | --------------------------- | ------------------ | ----- | ------------ | --- |
| 15-2      | 21 апреля 2018  | Отто Уаллин (19-0)          | Сундсвалль, Швеция | UD    | (12)         | Бой за вакантный титул чемпиона Европейского союза по версии EBU-EU в тяжёлом весе. Счёт: 111-117, 112-117, 110-118. |
| 15-1      | 22 декабря 2017 | Ираклий Гвенетадзе (9-5)    | Гамбург, Германия  | TKO 4 | (8)          | |
| 14-1      | 18 марта 2017   | Александр Димитренко (39-3) | Мальмё, Швеция     | KO 1  | (12), 2:07   | Утратил титул чемпиона по версии IBF International (1-я защита Граната) в тяжёлом весе.                              |
| 14-0      | 15 октября 2016 | Франц Рилл (13-1)           | Гамбург, Германия  | TKO 6 | (12), 1:30   | Завоевал титул чемпиона по версии IBF International (1-я защита Рилла) в тяжёлом весе.                               |